# Kinder- en jeugdpsychiatrie
Kinder- en jeugdpsychiatrie is een medisch specialisme en onderdeel van de psychiatrie. In sommige landen wordt kinder- en jeugdpsychiatrie als een volledig apart specialisme gezien, in andere is het een subspecialisme binnen de psychiatrie.

## Omvang
Kinder- en jeugdpsychiatrie is een onderdeel van de geneeskunde dat focust op de diagnose, behandeling en preventie van psychische aandoeningen bij kinderen en  adolescenten. Dit omvat onder andere hechtingsproblemen, leerstoornissen, angst, autisme, ADHD, ticstoornissen, agressie, eetstoornissen, psychotrauma, depressie en het syndroom van Gilles de la Tourette.

## Doelgroep
De kinder- en jeugdpsychiatrie richt zich voornamelijk op kinderen tot 18 jaar. In sommige gevallen kunnen patiënten tot 25 jaar oud zijn indien er sprake is van een ontwikkelingsstoornis. Meestal worden de ouders nauw betrokken, gezien zij veel informatie over het kind kunnen geven, en ook een grote invloed kunnen hebben op het herstel van het kind. Psychiatrie bij baby's en peuters wordt ook wel infantpsychiatrie genoemd, bij adolescenten is er sprake van jeugdpsychiatrie of adolescentenpsychiatrie.

## Opleiding

### Nederland
In Nederland duurt het vierenhalf jaar om kinder- en jeugdpsychiater te worden na de basisopleiding tot arts. De eerste tweeënhalf jaar volgt de AIOS een algemene opleiding in de psychiatrie, daarna kan er gekozen worden om twee jaar te subspecialiseren in kinder- en jeugdpsychiatrie.

### Vlaanderen
In Vlaanderen wordt de opleiding kinder- en jeugdpsychiatrie apart van volwassenpsychiatrie georganiseerd. De opleiding duurt vijf jaar, waarin de arts-specialist in opleiding ervaring opdoet met alle leeftijdsgroepen. Een van deze vijf jaren wordt wel gedaan in de volwassenpsychiatrie, om een brede opleiding rond verschillende psychiatrische stoornissen te krijgen.
Basisarts · Huisarts · Specialist —
Acute geneeskunde ·
Anesthesie-reanimatie ·
Arbeidsgeneeskunde ·
Arts Maatschappij en Gezondheid ·
Arts voor verstandelijk gehandicapten ·
Beheer van gezondheidsgegevens ·
Cardiologie ·
Dermato-venereologie ·
Endocrino-diabetologie ·
Forensische of gerechtelijke geneeskunde ·
Fysische geneeskunde ·
Gastro-enterologie ·
Geriatrie ·
Gynaecologie en verloskunde ·
Heelkunde ·
Intensieve zorg ·
Interne of inwendige geneeskunde ·
Kinder- en jeugdpsychiatrie ·
Klinische biologie ·
Klinische chemie ·
Klinische farmacologie ·
Klinische genetica ·
Mond-, kaak- en aangezichtschirurgie ·
Nefrologie ·
Neurochirurgie ·
Neurologie ·
Nucleaire geneeskunde ·
Oncologie ·
Oftalmologie of oogheelkunde ·
Orthopedie ·
Otorinolaryngologie, kno-heelkunde of nko-heelkunde ·
Pathologische anatomie ·
Pediatrie ·
Plastische, reconstructieve en esthetische heelkunde ·
Pneumologie of longziekten ·
Psychiatrie ·
Radiologie ·
Radiotherapie-Oncologie ·
Reumatologie ·
Revalidatiegeneeskunde ·
Sociale geneeskunde ·
Sportgeneeskunde ·
Stomatologie of kaakchirurgie ·
Spoedeisende of urgentiegeneeskunde ·
Urologie ·
Verzekeringsgeneeskunde en medische expertise